# (2253) Espinette
(2253) Espinette ist ein Asteroid des Hauptgürtels, der am 30. Juli 1932 vom belgischen Astronomen George Van Biesbroeck am Yerkes-Observatorium in Williams Bay, Wisconsin entdeckt wurde.
Der Asteroid trägt den Namen eines Gebäudes in Williams Bay, Wisconsin.